# Gemlik (cheval)
Pour l’article homonyme, voir Gemlik.
Le Gemlik est une race de chevaux de sport développée dans les années 1970, dans l'école vétérinaire militaire de la région du même nom, en Turquie. Elle est destinée au saut d'obstacles, et sélectionnée uniquement dans ce but.

## Histoire

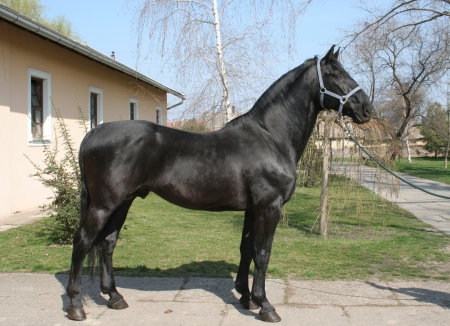
Le Nonius est entré dans la formation de la race Gemlik

La race tient son nom de l'école militaire de médecine vétérinaire de Gemlik, dans la région de Marmara, où elle a été sélectionnée. Elle provient de croisements effectués depuis 1941 entre des Nonius, des Karacabey, et le cheval arabe turc. En 1962, de nouveaux croisements avec le Karacabey et le Karacabey-Nonius interviennent. Cette sélection aboutit à l'émergence d'une race relativement fixée dans les années 1970.
La race Gemlik dispose d'un registre généalogique depuis 2002, et est enregistrée par l'institut des standards turc. Elle n'est cependant toujours pas reconnue du ministère de l'agriculture, de l'alimentation et du bétail turc.

## Description
La caractérisation n'est pas fixée. La sélection de la race se poursuit, et s'effectue exclusivement sur performances sportives,.

## Utilisations
Le Gemlik n'est destiné qu'au saut d'obstacles.

## Diffusion de l'élevage
Considéré comme une race locale et indigène turque, le Gemlik est signalé comme étant en danger d'extinction depuis 2003. L'étude menée par l'Université d'Uppsala pour la FAO et publiée en août 2010 le signale comme une race locale, dont le niveau de menace est inconnu.